# Viện Bách khoa Paris
Viện Bách khoa Paris (tiếng Pháp: Institut polytechnique de Paris) là một trường đại học công nghệ công lập tọa lạc tại Palaiseau, Pháp. Trường bao gồm năm trường kỹ thuật grande école: École polytechnique, ENSTA Paris, ENSAE Paris, Télécom Paris và Télécom SudParis.
Cùng với Đại học Paris-Saclay, Viện Bách khoa Paris là một phần của dự án Paris-Saclay, một cơ sở học thuật và cụm kinh doanh nghiên cứu chuyên sâu đang được phát triển trên Plateau de Saclay gần Paris. Dự án tích hợp một số trường kỹ thuật và trung tâm nghiên cứu là một phần của các tổ chức nghiên cứu hàng đầu thế giới trong nhiều lĩnh vực khác nhau.
Trường đại học công nghệ này được thành lập xung quanh trường École polytechnique, một trong những trường grande école được tôn trọng và mang tính chọn lọc cao nhất tại Pháp. Trong số các cựu sinh viên và giáo viên của trường có năm người đạt giải Nobel, hai người đoạt huy chương Fields, ba tổng thống Pháp cùng nhiều CEO của các công ty Pháp và quốc tế.

## Lịch sử
Sau Chiến tranh thế giới thứ hai, sự phát triển nhanh chóng của vật lý hạt nhân và hóa học đòi hỏi việc nghiên cứu cần phải được mở rộng hơn nữa. Trường Đại học Paris, trường École Normale Supérieure và trường Collège de France đã tìm kiếm thêm không gian ở miền Nam Paris gần Orsay. Nhánh phụ Orsay của Đại học Paris sau này trở thành một trường đại học độc lập, có tên là Trường Đại học Paris Sud. Năm 1976, trường École polytechnique được chuyển qua khu vực này, từ trung tâm thành phố Paris đến Palaiseau. Các học viện khác cũng chuyển đến đây trong các thập niên tiếp theo, nổi bật trong số đó có ENS Cachan, Télécom Paris, và ENSTA, như là một phần của dự án Paris-Saclay, là nỗ lực của quốc gia nhằm tập hợp lại các hoạt động liên quan đến việc nghiên cứu và kinh doanh.
Năm 2015, các học viện này được hợp nhất lại với nhau thành một cộng đồng các trường đại học (ComUE) với tên gọi Đại học Paris-Saclay. Việc hợp nhất này nhằm mục tiêu được công nhận là một trường đáp ứng đầy đủ yêu cầu về quy mô cũng như chất lượng, cũng như trở thành trường đại học Pháp hàng đầu tập trung về mặt nghiên cứu. Mỗi học viên thành viên vẫn giữ nguyên vai trò độc lập của mình nhưng đều sẽ đóng góp một phần đáng kể các nguồn lực hiện có và mới được đầu tư vào. Việc hợp nhất này theo một kiểu mẫu tương tự với những gì mà Đại học Oxford và Cambridge áp dụng, trong đó mỗi trường cơ sở cấu thành đều giữ tính độc lập của mình khi được hợp nhất lại dưới tên gọi 'đại học'.
Khi phải đối mặt với những bất đồng giữa các thành viên (các trường kỹ thuật và các trường đại học, Bộ Quốc phòng Pháp và Bộ Giáo dục Đại học), trường Đại học Paris-Sud đề xuất đổi tên thành Đại học Paris-Saclay vào năm 2017, trong đó các trường kỹ thuật chỉ được liên kết với các cơ sở đào tạo khác trong tương lai. Vào ngày 25 tháng 10 năm 2017, Tổng thống Pháp Emmanuel Macron công bố thành lập trường đại học thứ hai tại Paris-Saclay, trường này sẽ tách khỏi Đại học Paris-Saclay và hợp nhất các trường kỹ thuật lại. Trường đại học này ban đầu có tên là "NewUni", và từ tháng 2 năm 2019 trở thành Viện Bách khoa Paris.
HEC Paris cũng tham gia trường đại học mới này nhưng không phải với vai trò thành viên. Các cơ sở nghiên cứu hoặc đào tạo cao hơn có thể gia nhập trường này trong tương lai. Đại học Paris-Saclay và Viện Bách khoa Paris đồng hợp tác trong một số chương trình thạc sĩ và tiến sĩ
Ngày 15 tháng 9 năm 2020, Viện và HEC Paris đồng sáng lập ra trung tâm nghiên cứu trí tuệ nhân tạo Hi! PARIS.

## Xếp hạng đại học
Trên bảng xếp hạng quốc tế, Viện Bách khoa Paris xếp thứ 38 về tổng thể và thứ 12 về khả năng tuyển dụng sau đại học theo Bảng xếp hạng đại học thế giới QS. Trường được xếp hạng 71 theo Times Higher Education, 301-400 theo Shanghai Ranking, và hạng 41 toàn cầu theo CWUR Ranking.